# اولفجی‌لر (صندوق‌لی)
اولفجی‌لر (به ترکی استانبولی: Ülfeciler) یک منطقهٔ مسکونی در ترکیه است که در صندوق‌لی واقع شده‌است.